# Hebron Estates
Hebron Estates – miasto w Stanach Zjednoczonych, w stanie Kentucky, w hrabstwie Bullitt.